# Rudolf Schuster

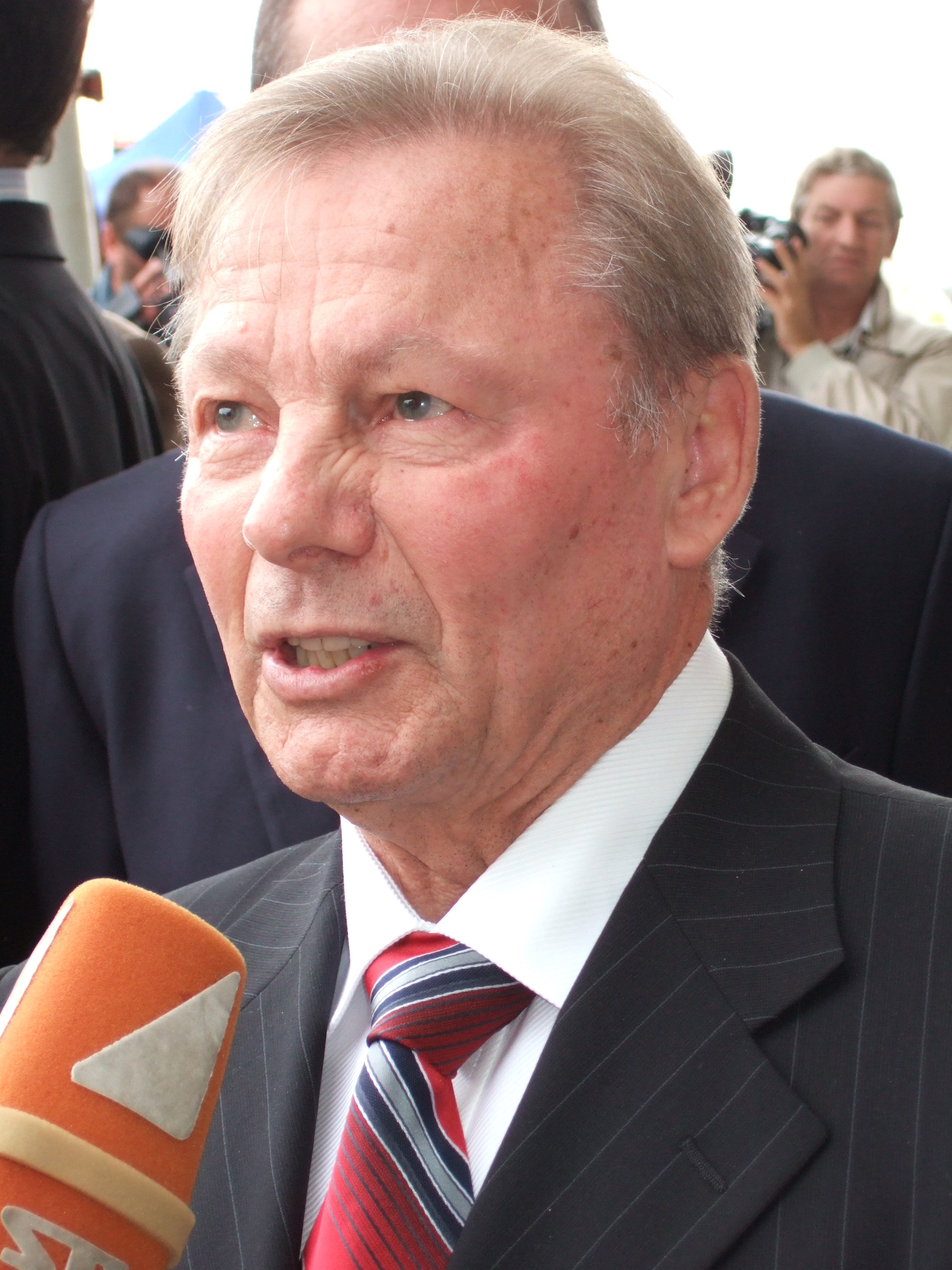
Rudolf Schuster

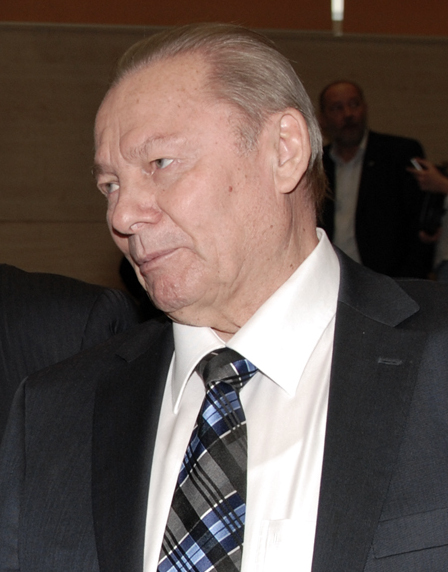
Rudolf Schuster

Rudolf Schuster (* 4. ledna 1934 Košice) je slovenský politik a spisovatel po otci karpato-německého a po matce maďarského původu, bývalý prezident Slovenské republiky.
V letech 1964 až 1990 byl členem Komunistické strany Slovenska. V letech 1983–1986 a 1994–1999 byl primátorem města Košice. V letech 1986–1988 byl předsedou Východoslovenského krajského národního výboru v Košicích. V období 30. listopadu 1989 až 30. června 1990 zastával funkci předsedy Slovenské národní rady.
Dne 29. května 1999 byl v přímých volbách zvolen slovenským prezidentem. Ve volbách v roce 2004 svoji funkci obhajoval, ale s 7,4 % odevzdaných hlasů se v prvním kole voleb umístil až na čtvrtém místě a ve funkci prezidenta jej nahradil vítěz druhého kola voleb Ivan Gašparovič.

## Životopis
Vzdělání získával v Košicích, kde vystudoval Střední průmyslovou školu stavební, v letech 1954–1959 pokračoval ve studiu na Slovenské vysoké škole technické v Bratislavě, kde studoval obor inženýrské stavitelství. Později pokračoval ve vzdělávání vědeckou aspiranturou z oboru ekologie na Hornické fakultě Vysoké školy technické v Košicích, kde získal v roce 1984 titul kandidáta věd (CSc.).
Od roku 1960 pracoval jako projektant v Krajském zemědělském projektovém ústavu v Bratislavě, v letech 1960–1962 byl asistentem ve Slovenské akademii věd, v letech 1962–1970 pracoval ve Východoslovenských železárnách v Košicích jako referent, v letech 1971–1974 byl vedoucím sekretariátu a technickým asistentem podnikového ředitele Východoslovenských železáren.

### Primátor Košic a prezident Slovenské republiky
V letech 1974–1979 pracoval na národním výboru města Košice jako místopředseda pro služby, v letech 1979–1983 jako první místopředseda pro ekonomiku a v letech 1983–1986 se stal poprvé primátorem města Košice. V letech 1986–1989 byl předsedou Východoslovenského krajského národního výboru v Košicích, od 30. listopadu 1989 do 30. června 1990 byl předsedou Slovenské národní rady, v letech 1990–1992 působil jako velvyslanec ČSFR v Kanadě a v letech 1993–1994 pracoval na Ministerstvu zahraničních věcí v Bratislavě. V letech 1994–1999 působil podruhé ve funkci primátora města Košice, přičemž zadlužil město tak, že bylo nutné zavést tzv. ozdravný režim, který skončil až v roce 2003 a uvažovalo se o uvalení nucené správy. V letech 1998–1999 byl poslancem Národní rady Slovenské republiky (od října 1998), působil také jako člen Výboru pro kulturu a média (6. listopad 1998–16. březen 1999), člen Výboru pro lidská práva a národnosti (od 16. března 1999 do 29. května 1999) a člen Zvláštního kontrolního výboru NR SR pro kontrolu činnosti Slovenské informační služby. V přímých volbách byl dne 29. května 1999 ve druhém kole zvolen prezidentem Slovenské republiky, inaugurace proběhla 15. června 1999 a zvolen byl na funkční období v letech 1999–2004.
V roce 2004 se pokusil svůj mandát obhájit. Byl však vyřazen již v prvním kole voleb, když obdržel pouhých 7,4 % hlasů a umístil se na čtvrtém místě.

### Osobní život
Rudolf Schuster byl ženatý s Irenou Schusterovou (1937–2008), povoláním zdravotní sestrou, jež zemřela na srdeční příhodu ve věku 70 let.

## Dílo

### Próza
- 1987 – Necestami Brazílie, cestopis (spoluautor Ján Štiavnický)
- 1987 – Prípad „Puntičkár“, románová novela
- 1988 – Nežiaduci dôkaz
- 1989 – Čierny notes, novela
- 1989 – Bol som pri tom, vzpomínková próza
- 1994 – Rodné putá, životopisné dílo o malíři Jánovi Fabinim
- 1994 – So skalpelom a bez neho, životopisné dílo o nestorovi slovenské chirurgie Jánovi Kňazovickém (spoluautor Ján Štiavnický)
- 1995 – Stopy viedli k Indiánom, reportáží výprava po stopách svého otce v Brazílii
- 1995 – Strieborný mercedes, detektivní příběh na základě skutečnosti
- 1996 – Ultimátum, zachycuje politické a společenské dění v letech 1989–1992 a zčásti i své působení v Kanadě
- 1997 – Hlavná, o problémech výstavby v Košicích
- 1998 – Návrat do veľkej politiky, komentuje politiku po roku 1993 na Slovensku
- 1999 – Explózia, literatura faktu – o výbuchu plynu v košickém paneláku
- 2000 – Ako to bolo, o předvolebních a koaličních jednáních
- 2001 – Rozhovory s Milanom Čičom
- 2001 – Muž s dvoma srdcami, životní příběh Arieha Kleina, který přežil holocaust

### Televizní scénáře
- 1974 – Kolaudácia, zábavný pořad
- 1980 – Košice, Košice, zábavný pořad
- 1986 – Prvý deň, televizní inscenace
- 1989 – Umývanie hláv

### Rozhlasové scénáře
- 1983 – Prémie budú... , rozhlasová hra
- 1985 – Vynález, rozhlasová hra
- 1985 – Ani jedna kvapka, rozhlasová hra
- 1985 – Príležitosť, rozhlasová hra
- 1985 – Prvý deň podpredsedu, rozhlasová hra
- 1985 – Referent, rozhlasová hra
- 1986 – Havária, rozhlasová hra
- 1986 – Bezzubý lev, rozhlasová hra
- 1986 – Generálka, rozhlasová hra
- 1992 – Bocatius, dvojdílná rozhlasová hra